# 圣伊波利特 (上莱茵省)
圣伊波利特（法語：Saint-Hippolyte，法語發音：[sɛ̃.t‿ipɔlit] ⓘ）是法国上莱茵省的一个市镇，属于科尔马-里博维莱区。

## 地理
圣伊波利特（48°13'55"N, 7°22'18"E）面积17.86 平方千米，位于法国大東部大區上莱茵省，该省份为法国东部内陆省份，是阿尔萨斯的一部分，今与下莱茵省组成了阿尔萨斯欧洲集体，其北临下莱茵省，西接孚日省，西南接贝尔福地区省，东侧沿莱茵河与德国相望，南与瑞士接壤。
与圣伊波利特接壤的市镇（或旧市镇、城区）包括：里博維萊、贝尔盖姆、罗什维尔、罗代恩、塔嫩基什、列夫尔、圣克鲁瓦欧米讷、奥尔什维莱尔、塞莱斯塔、盖马尔。

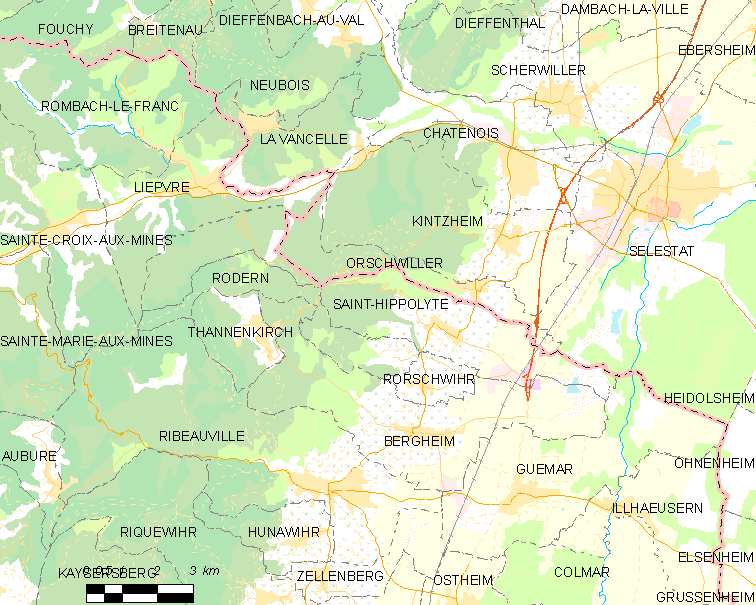
的OSM定位图

圣伊波利特的时区为UTC+01:00、UTC+02:00（夏令时）。

## 行政
圣伊波利特的邮政编码为68590，INSEE市镇编码为68296。

## 政治
圣伊波利特所属的省级选区为圣玛丽欧米讷县。

## 人口

1962-2008年间人口变化图示

圣伊波利特于2022年1月1日时的人口数量为945人。